# 1. Königlich Bayerische Reserve-Infanterie-Brigade
Die 1. Reserve-Infanterie-Brigade war ein Großverband der Bayerischen Armee.

## Geschichte
Die Brigade wurde zu Beginn des Ersten Weltkriegs im Rahmen der 6. Armee an der Westfront eingesetzt. Der Brigadestab des Ausmarsches wurde am 5. April 1915 ausgelöst. Ab Ende März 1915 übernahm der Brigadestab der 2. Reserve-Infanterie-Brigade das Kommando. Am 1. Oktober 1916 wurde auch dieser Stab aufgelöst und der Stab der Brigade „Samhaber“ in 1. Reserve-Infanterie-Brigade umbenannt. Sie war der 1. Reserve-Division unterstellt.

## Gliederung vom 2. August 1914
- Reserve-Infanterie-Regiment 1
- Reserve-Infanterie-Regiment 2

## Kommandeure
| Dienstgrad                         | Name               | Datum                                |
| ---------------------------------- | ------------------ | ------------------------------------ |
| Generalmajor                       | Paul Kneußl        | 02. August 1914 bis 5. April 1915    |
| Generalmajor z.D./ Generalleutnant | Eduard von Graf    | 05. April bis 17. Dezember 1915      |
| Generalmajor z. D.                 | Joseph von Schmauß | 17. Dezember 1915 bis 1. August 1916 |
| Generalmajor                       | Franz Samhuber     | 01. August 1915 bis 19. Februar 1917 |
| Generalmajor                       | Franz Lamprecht    | 19. Februar 1917 bis Kriegsende      |